# Умалатов, Гасан Насрулаевич
Гаса́н Насрула́евич Умала́тов (род. 4 ноября 1983, Мекеги) — российский боец смешанного стиля, выступает на профессиональном уровне начиная с 2008 года, представитель полусредней весовой категории. Известен по участию в турнирах таких организаций как UFC, M-1 Global, Fight Nights, ProFC и нескольких менее значимых промоушенов. Заслуженный мастер спорта России по универсальному бою, мастер спорта по рукопашному бою, ушу-саньда и комплексному единоборству.

## Биография
Гасан Умалатов родился 4 ноября 1983 года в горном селении Мекеги в Дагестане, однако в возрасте одного года вместе с семьёй переехал на постоянное жительство в село Зензели, Астраханская область. Поскольку в селе не было никаких спортивных секций, в детстве спортом не занимался. Поступив в институт, занялся армрестлингом — выбрал этот вид спорта из-за проблем со здоровьем, потому что здесь «не нужно ни бегать, ни делать резких движений». Позже освоил бокс, во время службы в ВМФ приобщился к таким дисциплинам как армейский рукопашный бой, дзюдо, самбо.
Имеет два высших образования, в 2004 году окончил дневное отделение юридического факультета Астраханского государственного технического университета, в 2013 году окончил Астраханский государственный университет, где заочно обучался на факультете педагогики, социальной работы и физической культуры. В настоящее время занимает должность вице-президента Астраханской федерации смешанного боевого единоборства.

### Любительская карьера
Активно выступать на любительских бойцовских соревнованиях Умалатов начал сравнительно поздно, в возрасте 21-22 лет. В течение четырёх лет выполнил норматив мастера спорта по рукопашному бою и ушу-саньда. Впоследствии в 2008 году удостоился звания заслуженного мастера спорта по универсальному бою — побеждал в этой дисциплине на чемпионатах России, Европы и мира. Дополнительно стал мастером спорта по комплексному единоборству.

### Профессиональная карьера
В профессиональных боях по смешанным правилам Умалатов дебютировал в апреле 2008 года на турнире в Перми, победив в один день сразу двух соперников. За необычную манеру ведения поединка уже в первых же боях получил от фанатов прозвище «Кобра». В ноябре того же года выступил на бойцовском турнире в Волгограде, где дрался с тремя соперниками в один вечер: двоих победил (в том числе взял верх над сильным чеченским бойцом Бесланом Исаевым), с третьим была зафиксирована ничья. Через неделю выиграл ещё один поединок в Перми. В 2009 году провёл всего лишь один бой, одержал победу в Москве на отборочном турнире M-1 Challenge.
Участвовал в отборочном турнире M-1 Selection 2010 года, но в первом же бою проиграл, раздельным решением судей опытному Алексею Беляеву. Несмотря на неудачу, Умалатов продолжил выступать в ММА, в течение последующих лет принял участие во многих турнирах различных российских промоушенов, в том числе ProFC, IM 1, Fight Nights, United Glory — сделал серию из семи побед подряд. В июне 2012 года потерпел второе поражение в карьере, раздельным решением судей от соотечественника Айгуна Ахмедова. В 2013 году провёл только один бой, на турнире Fight Nights «Битва под Москвой» решением победил немца Грегора Херба.
К 2014 году Гасан Умалатов имел хороший послужной список из четырнадцати побед и всего лишь двух поражений, благодаря чему получил приглашение принять участие в турнирах крупнейшей бойцовской организации Ultimate Fighting Championship. Тем не менее, здесь у него дела пошли не очень удачно, в дебютном поединке единогласным судейским решением он проиграл американцу Нилу Магни. Впоследствии провёл в UFC ещё два боя, в одном единогласным решением взял верх над бразильцем Паулу Тиагу, в другом спорным раздельным решением потерпел поражение от ирландца Катала Пендреда.

## Статистика в профессиональном ММА
| Результат | Рекорд | Соперник               | Способ                            | Турнир                                       | Дата            | Раунд | Время | Место                   | Примечание |
| --------- | ------ | ---------------------- | --------------------------------- | -------------------------------------------- | --------------- | ----- | ----- | ----------------------- | ---------- |
| Ничья     | 18-6-2 | Абусупьян Магомедов    | Решение большинства               | PFL 10                                       | 20 октября 2018 | 2     | 5:00  | Вашингтон, США          |            |
| Победа    | 18-6-1 | Эдди Гордон            | Единогласное решение судей        | PFL 6                                        | 17 августа 2018 | 3     | 5:00  | Атлантик-Сити, США      |            |
| Поражение | 17-6-1 | Джон Говард            | Удушающий приём сзади со спины    | PFL 3                                        | 5 июля 2018     | 2     | 2:59  | Вашингтон, США          |            |
| Победа    | 17-5-1 | Делсон Элену           | Технический нокаут ударами руками | Fight Nights Global 66                       | 21 мая 2017     | 1     | 1:41  | Каспийск, Россия        |            |
| Победа    | 16-5-1 | Селсу Рикарду да Силва | Технический нокаут ударами руками | OFS 11                                       | 4 марта 2017    | 1     | 1:33  | Москва, Россия          |            |
| Поражение | 15-5-1 | Вискарди Андради       | Единогласное решение судей        | UFC Fight Night: Belfort vs. Henderson 2     | 7 ноября 2015   | 3     | 5:00  | Сан-Паулу, Бразилия     |            |
| Поражение | 15-4-1 | Катал Пендред          | Раздельное решение судей          | UFC Fight Night: Nelson vs. Story            | 4 октября 2014  | 3     | 5:00  | Стокгольм, Швеция       |            |
| Победа    | 15-3-1 | Паулу Тиагу            | Единогласное решение судей        | UFC Fight Night: Miocic vs. Maldonado        | 31 мая 2014     | 3     | 5:00  | Сан-Паулу, Бразилия     |            |
| Поражение | 14-3-1 | Нил Магни              | Единогласное решение судей        | UFC 169                                      | 1 февраля 2014  | 3     | 5:00  | Ньюарк, США             |            |
| Победа    | 14-2-1 | Грегор Херб            | Единогласное решение судей        | Fight Nights: Битва под Москвой 12           | 20 июня 2013    | 2     | 5:00  | Москва, Россия          |            |
| Поражение | 13-2-1 | Айгун Ахмедов          | Раздельное решение судей          | Dictator Fighting Championship 1             | 28 июня 2012    | 2     | 5:00  | Москва, Россия          |            |
| Победа    | 13-1-1 | Алимжон Шадманов       | Болевой приём рычаг локтя         | CIS — Cup                                    | 6 апреля 2012   | 2     | 4:55  | Нижний Новгород, Россия |            |
| Победа    | 12-1-1 | Андрей Дряпко          | Технический нокаут ударами руками | CIS — Cup                                    | 6 апреля 2012   | 2     | 2:00  | Нижний Новгород, Россия |            |
| Победа    | 11-1-1 | Анатолий Сафронов      | Удушающий приём «треугольник»     | United Glory 15: 2012 Glory World Series     | 23 марта 2012   | 1     | 1:53  | Москва, Россия          |            |
| Победа    | 10-1-1 | Станислав Молодцов     | Единогласное решение судей        | Fight Nights: Битва под Москвой 4            | 7 июля 2011     | 2     | 5:00  | Москва, Россия          |            |
| Победа    | 9-1-1  | Лухум Хулелидзе        | Удушающий приём «треугольник»     | ProFC: Кубок Содружества наций 13            | 13 февраля 2011 | 1     | 1:00  | Харьков, Украина        |            |
| Победа    | 8-1-1  | Арсен Магомедов        | Болевой приём «скручивание пятки» | IM 1: Team Saint Petersburg vs. Team France  | 22 января 2011  | 1     | 1:10  | Череповец, Россия       |            |
| Победа    | 7-1-1  | Аскер Унежев           | Удушающий приём сзади со спины    | ProFC: Кубок Содружества наций 11            | 25 декабря 2010 | 2     | 4:35  | Санкт-Петербург, Россия |            |
| Поражение | 6-1-1  | Алексей Беляев         | Раздельное решение судей          | M-1 Selection 2010: Eastern Europe Round 1   | 26 февраля 2010 | 3     | 5:00  | Санкт-Петербург, Россия |            |
| Победа    | 6-0-1  | Мурад Магомедов        | Раздельное решение судей          | M-1 Challenge: 2009 Selections 7             | 3 октября 2009  | 3     | 5:00  | Москва, Россия          |            |
| Победа    | 5-0-1  | Ахмед Гусейнов         | Единогласное решение судей        | Global Battle: Legion Rostov-on-Don vs. Perm | 14 ноября 2008  | 2     | 5:00  | Пермь, Россия           |            |
| Ничья     | 4-0-1  | Геннадий Зуев          | Ничья                             | Mix Fight Tournament                         | 6 ноября 2008   | 2     | 5:00  | Волгоград, Россия       |            |
| Победа    | 4-0    | Артур Авакян           | Удушающий приём сзади со спины    | Mix Fight Tournament                         | 6 ноября 2008   | 1     | 3:19  | Волгоград, Россия       |            |
| Победа    | 3-0    | Беслан Исаев           | Нокаут ударом рукой               | Mix Fight Tournament                         | 6 ноября 2008   | 1     | 4:10  | Волгоград, Россия       |            |
| Победа    | 2-0    | Анатолий Лавров        | Единогласное решение судей        | MMA Professional Cup                         | 25 апреля 2008  | 2     | 5:00  | Пермь, Россия           |            |
| Победа    | 1-0    | Сергей Наумов          | Удушающий приём сзади со спины    | MMA Professional Cup                         | 25 апреля 2008  | 1     | 0:58  | Пермь, Россия           |            |